# Jill Collymore
Jill Collymore (Los Angeles, 2 dicembre 1987) è una pallavolista statunitense.
Gioca nel ruolo di schiacciatrice.
Anche sua sorella maggiore, Jane, è una pallavolista professionista.

## Carriera
La carriera di Jill Collymore inizia nel Kent Juniors Volleyball Club, club della città di Kent, che prepara le giocatrici alla carriera nelle squadre universitarie. Nel 2005 entra a far parte della squadra di pallavolo femminile della University of Washington, aggiudicandosi subito la vittoria della NCAA Division I. Resta a giocare nella squadra della sua università, saltando una sola stagione nel 2007, fino al 2009, riuscendo anche a conquistare la convocazione in nazionale, con cui debutta a gennaio del 2010.
Nei primi mesi del 2010 si dedica alla nazionale, con cui partecipa esclusivamente a competizioni, vincendo anche  la medaglia d'argento al Montreux Volley Masters, ma venendo impiegata come schiacciatrice di riserva. Sempre nel 2010, viene ingaggiata dallo Schwechat Post, con cui inizia la carriera professionista nel campionato austriaco; tuttavia lascia il club prima della fine della stagione.

## Palmarès

### Club
- NCAA Division I: 1

2005

### Nazionale (competizioni minori)
- Montreux Volley Masters 2010